# Крвавац, Хайрудин
Хайрудин «Шиба» Крвавац (серб. Хајрудин Крвавац; 22 декабря 1926 , Сараево, Королевство Сербов, Хорватов и Словенцев — 11 июля 1992, Босния и Герцеговина) — югославский режиссёр и сценарист.

## Биография
Босниец. Подростком участвовал в Народно-освободительной войне Югославии против немецких оккупантов. Четыре раза в составе отряда Владимира «Вальтера» Перича прорывался из оккупированного Сараева на освобождённую территорию. В отряде его звали Шиба, что значит «прутик», прозвище ставшее неофициальным именем будущего режиссёра.
После окончания войны отправился в Белград, поступил в дипломатическую школу журналистики. Вернувшись в Сараево, окончил филологический факультет. Пришёл на киностудию Боснии и Герцеговины.
Умер 11 июля в 1992 году в Сараево.

## Творчество
Снял около сорока документальных, короткометражных игровых и художественных фильмов, несколько телесериалов.
Автор более двадцати сценариев. Почти все фильмы режиссёра посвящены боевым действиям югославских партизан в годы Второй мировой войны.
Дебют в игровом кино режиссёра Крваваца состоялся в 1964 году. Первым фильмом режиссëра стал «Водоворот». Позже за ним последовали ставшие популярными фильмы «Диверсанты» (1967), «Мост» (1969; в советском прокате — «По следу Тигра»), «Вальтер защищает Сараево» (1972) и «Партизанская эскадрилья» (1979), которые до сих пор считаются классикой югославского военного фильма.
Наибольшую известность получил его фильм «Вальтер защищает Сараево», фильм, рассказывающий о борьбе с фашистами Владимира «Вальтера» Перича в осажденном Сараево в 1944 году с Велимиром «Бата» Живоиновичем в главной роли. Этот фильм был очень популярен в СССР и Китае.